# Дезенцано дел Гарда
Дезенца̀но дел Га̀рда (на италиански: Desenzano del Garda, на източноломбардски: Dezensà, Дезенса, до 1926 г. Desenzano sul Lago, Дезенцано сул Лаго) е град и община в Северна Италия, провинция Бреша, регион Ломбардия. Разположено е на 67 m надморска височина, на южния бряг на езеро Гарда. Населението на общината е 15 777 души (към 2010 г.).